# (4909) Couteau
(4909) Couteau es un asteroide perteneciente al cinturón de asteroides descubierto por Margueritte Laugier el 28 de septiembre de 1949 desde el Observatorio de Niza, Francia.

## Designación y nombre
Couteau recibió inicialmente la designación de 1949 SA1.
Posteriormente se nombró en honor del astrónomo francés Paul Couteau.

## Características orbitales
Couteau orbita a una distancia media de 2,273 ua del Sol, pudiendo alejarse hasta 2,833 ua y acercarse hasta 1,713 ua. Su inclinación orbital es 2,409° y la excentricidad 0,2465. Emplea en completar una órbita alrededor del Sol 1252 días.